# Heilwige Bloemaert

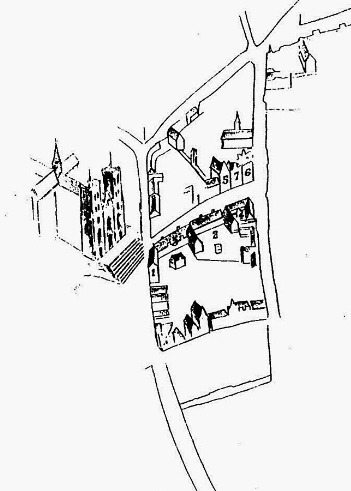
Het begijnhof van Bloemardinne aan de Sint-Goedelekerk, geschetst door Charles Ruelens.

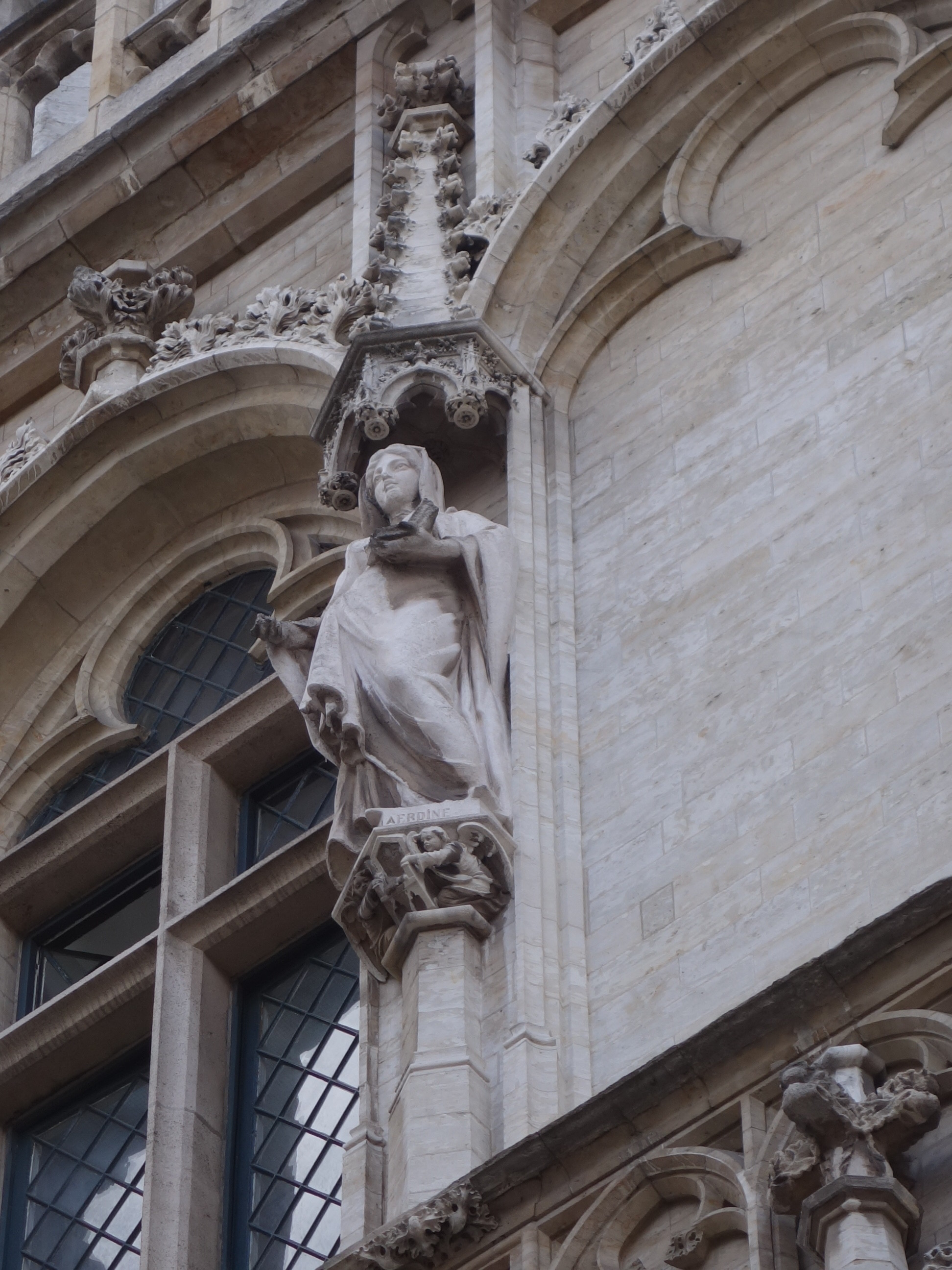
Standbeeld van Bloemardinne op het stadhuis van Brussel. In de kraagsteen heeft beeldhouwer Désiré Weygers haar attributen verwerkt (twee engelen en de stoel).

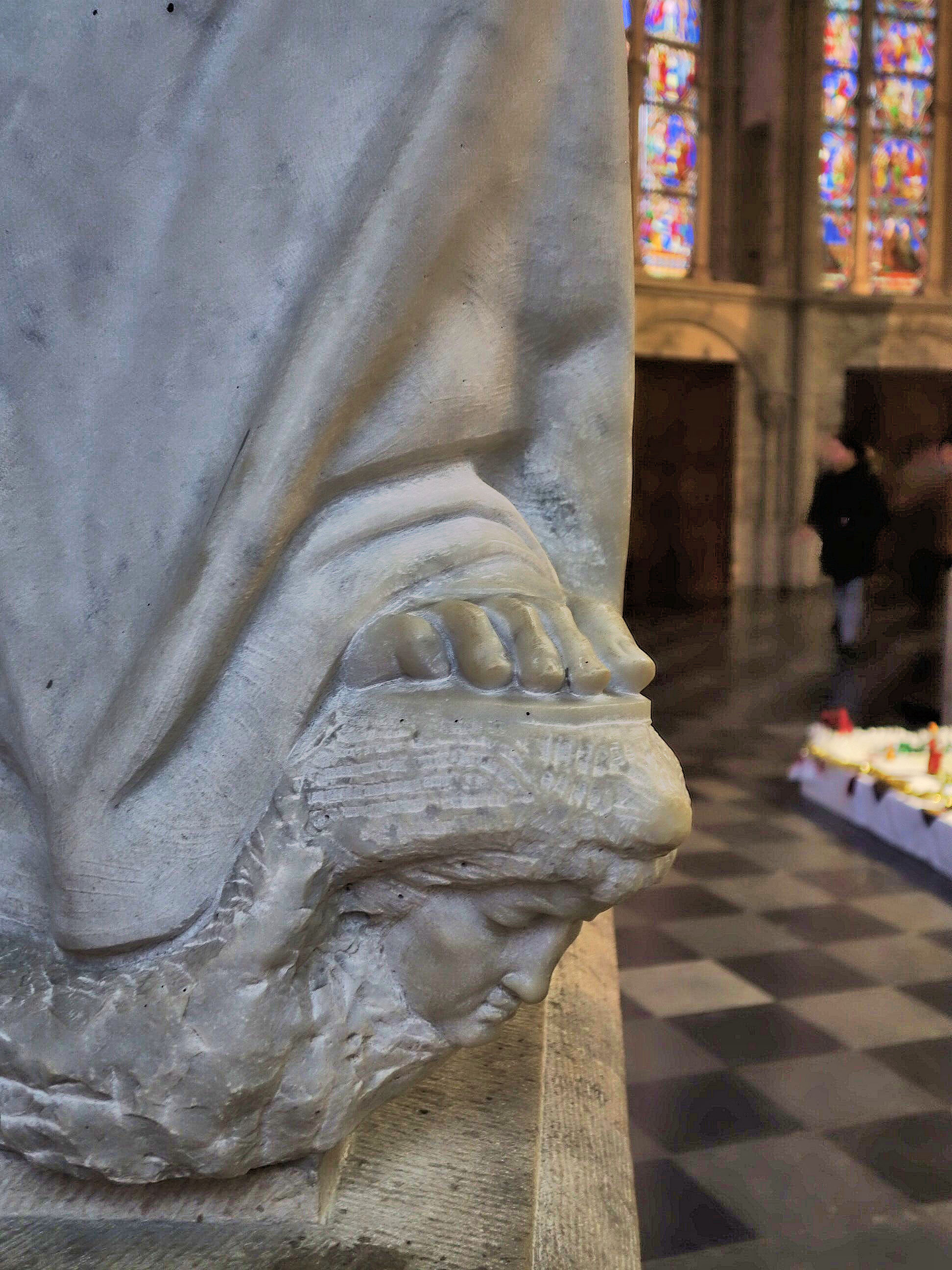
Bloemardinne onder de voet van Ruusbroec. Detail van een standbeeld in de Kathedraal van Sint-Michiel en Sint-Goedele (Jules Jourdain, 1917).

Heilwige Bloemaert of populair Bloemardinne (Brussel, ca. 1265 – aldaar, 23 augustus 1335) was een christelijke mystica actief in het begin van de 14e eeuw. Ze was een charismatische vrouw wier leer bestreden werd door de asceet Jan van Ruusbroec, althans volgens diens hagiograaf Henricus Pomerius. Mogelijk valt ze te identificeren met Hadewijch.

## Afkomst
Bloemardinnes ouders waren de rijke koopman Willem Bloemaert en Adelheide Colle. Waarschijnlijk was ze hun enige dochter en bleef ze ongetrouwd. Bloemaert, uit het patricische geslacht Serroelofs, was een machtig figuur in het Brusselse stadsbestuur. Blijkens een aflaat van 14 maart 1287 waren Willem en Adelheide begraven op het kerkhof van Sint-Goedele en dus op dat moment al overleden.
Het was Charles Ruelens die eind 19e eeuw Pomerius' Bloemardinne identificeerde als de Heilwige Bloemaert uit de archieven. Hij ging nog verder en vereenzelvigde Heilwige Bloemaert/Bloemardinne met Hadewijch, daarin bijgetreden door prof. Paul Fredericq. Van Mierlo plaatste Hadewijch veel vroeger, maar moderne historici zien weer goede redenen voor de identificatie Hadewijch-Bloemardinne.

## Vrouwengemeenschap
In archivalische documenten is Bloemardinne geattesteerd van 1307 tot 1335, voornamelijk in verband met vastgoedtransacties, leningen, verpandingen en testamentaire bepalingen. Ze verschijnt voor het eerst bij de overname van een begijnhof: Heilewid van Meerbeek kon haar schulden aan het kapittel van Sint-Goedele niet meer betalen en verkocht de gebouwen aan Bloemardinne. Dit begijnhof uit 1272 was gelegen bij de Collegiale Sint-Goedele, naast het huis van kapelaan Jan Hinckaert. In dat huis leefde ook de jonge pastoor Jan van Ruusbroec, die al van zijn negende bij zijn oom inwoonde.
In de aankoopakte van 1307 is ook Machteld van Bijgaarden vermeld, de constante gezelschapsdame en mogelijk bloedverwante van Bloemardinne. Na deze initiële aankoop verwierf ze nog tal van andere huizen in de onmiddellijke omgeving. Ze bracht er alleenstaande vrouwen uit de hogere kringen onder. Aan de energieke uitbreiding kwam een einde in 1317, toen het grote begijnhof De Wijngaard tijdelijk gesloten werd na een kerkelijke visitatie. Voor de duur van het onderzoek mochten geen nieuwe vrouwen meer intreden. Op 23 februari 1324 oordeelde de bisschop van Kamerijk dat er geen sprake was van ketterij, maar het intredeverbod bleef nog gehandhaafd tot 1333. Gedurende deze woelige periode schermde Bloemardinne haar elitaire gemeenschap af. Hij werd niet geraakt door de maatregelen en begijnen uit de Wijngaard zochten haar beschermende nabijheid op.
Op het einde van haar leven trof Bloemardinne schikkingen om de gemeenschap te bestendigen. Haar erfgenaam Cornelis van Ninove, bij wie ze schulden had, was kapelaan. Hij zette haar werk voort en in zijn eigen testament (1357) richtte hij het godshuis van de Drievuldigheid op in haar voormalige eigendommen. Het zou onderdak bieden aan twaalf behoeftige vrouwen. Die instelling in de Loxemstraete kreeg op 8 september 1371 een definitieve organisatie door toedoen van Jan t'Serclaes, de latere bisschop van Kamerijk. Bij die gelegenheid werd Bloemardinne als opdrachtgeefster genoemd en in waarderende termen vermeld. Het godshuis zou nog blijven bestaan tot 1819.

## Leer
Alle informatie over de leer van Bloemardinne gaat terug op één bron, de Latijnse biografie van Jan van Ruusbroec door Hendrik Uten Bogaerde (Henricus Pomerius), kanunnik in de priorij van Groenendaal. Dit werk, neergeschreven bijna een eeuw na Bloemardinnes dood, moet omzichtig worden benaderd. Dit geldt des te meer voor de Middelnederlandse vertaling, die zich een aantal kleurrijke toevoegingen permitteert (ongelovige sekte, duivelsbedrog...).
Bij Pomerius lezen we dat Bloemardinne een beroemde vrouw was die met haar lering een groep volgelingen rond zich had verzameld in Brussel ten tijde dat Ruusbroec er nog pastoor was. Haar reputatie was dusdanig dat men zelfs geloofde haar ter communie te hebben zien gaan vergezeld door twee serafijnen. Haar "perverse doctrines" hadden betrekking op de vrije geest en de vleselijke liefde, die ze serafijns noemde. Pomerius verhaalt verder dat Ruusbroec veel tegenstand ondervond bij het ontmaskeren van de "rokerige en ketterse geschriften". In de Middelnederlandse versie bekent Pomerius zelfs dat hij bij zijn eigen onderzoek van haar geschriften op het eerste gezicht op niets dan waarheid was gebotst. Hij acht het een bewijs van Ruusbroecs wijsheid en kracht dat hij, geholpen door de goddelijke genade, Bloemardinnes leer wél als dwaling had doorgrond. Ze schreef en onderrichtte op een zilveren stoel, die na haar dood aan de hertogin van Brabant werd geschonken. De stoel werd geacht wonderlijke krachten te bezitten. Kreupelen hoopten dat ze zouden genezen bij aanraking van haar dode lichaam.
Ruusbroec zelf repte met geen woord over Bloemardinne. Wel had hij het uitgebreid over de begijnen, onder meer in Die gheestelike brulocht en Vanden twaelf beghinen. Hij zag een "kwade partij" die zich te buiten ging aan hoogmoed, gescheld, nijd en ontrouw. Maar hij zag eveneens goede begijnen, die met "ongeveinsde simpelheid" hun geloof beleden.
Pomerius is geen belangeloze bron. Hij schreef in een tijd waarin zijn held Ruusbroec zelf met ketterij in verband werd gebracht door de theoloog Jean de Gerson. Wilde Pomerius de orthodoxie van Ruusbroec veilig stellen door hem op te voeren als een bestrijder van de ideeën die hem in de schoenen werden geschoven? Historici die hiertoe neigen, zien de strijd tussen Ruusbroec en Bloemardinne als een verzinsel. Bloemardinne wordt dan eenvoudig een vrome en gerespecteerde leidster van een religieuze gemeenschap. Anderen hechten wel geloof aan de woorden van Pomerius en speculeren dat Ruusbroec door Bloemardinne en haar volgelingen zou verjaagd zijn naar Groenendaal, wat zijn animositeit tegen haar zou verklaren. Een tussenpositie is dat Pomerius een burenruzie of een religieus meningsverschil heeft opgeblazen tot een beschuldiging van ketterij. De jonge Ruusbroec moet van dichtbij de cultus rond de charismatische figuur Bloemardinne hebben gezien, waarbij geletterde dames fervente theologische discussies voerden. Hij zal de kerkelijke argwaan tegenover onafhankelijke vrouwengemeenschappen hebben gedeeld, zonder zich tot openlijke beschuldigingen te laten verleiden.

## Symbolenstrijd
Bloemardinne is in de 19e en 20e eeuw de inzet geworden van een ideologische strijd. Een standbeeld van Ruusbroec in de Kathedraal van Sint-Michiel en Sint-Goedele (Jules Jourdain, 1917) toont de monnik terwijl hij met de voet het hoofd van de mystica verplet. Dit was de wraak van de Katholieke Partij omdat het liberale stadsbestuur Bloemardinne een beeld had gegeven op de gevel van het stadhuis, en niet Jan van Ruusbroec. Het was een werk van Désiré Weygers. In 1975 is Bloemardinnes beeld op de zijgevel geëerd als dat van de "eerste Brusselse feministe".

### Historische romans
- Gaston Compère, Bloemardinne, ou, Du Séraphique Amour, Brussel, Les Éperonniers, 1991
- Marc Eemans, Het Boek van Bloemardinne, Colibrant, 1954

### Poëzie
- Emmanuel Hiel, Bloemardinne (1877)
- Nic de Neef, Ode aan Bloemardinne (1975)

## Voetnoten
1. ↑  Postuum gepubliceerd als Karel Ruelens, "Jan van Ruysbroek en Blomardinne", in: J. Vercouille (red.), Werken van zuster Hadewijch, vol. 3, Gent, 1905, blz. XX–XCVI
2. ↑  Wybren Scheepsma, "Hadewijch und die 'Limburgse sermoenen'. Überlegungen zu Datierung, Identität und Authentizität", in: W. Haug & W. Schneider-Lastin (red.), Deutsche Mystik im abendländischen Zusammenhang. Neu erschlossene Texte, neue methodische Ansätze, neue theoretische Konzepte, 2000, p. 653-682
3. ↑  Geert Warnar, Ruusbroec. Literatuur en mystiek in de veertiende eeuw, 2003, p. 69-80
4. ↑  Remco Sleiderink, De stem van de meester. De hertogen van Brabant en hun rol in het literaire leven (1106-1430), 2003, p. 121
5. ↑  Laudabilis persona et in Christo devota [...] bene memorie (een loofwaardig persoon en aan Christus toegewijd [...] goed herinnerd). Zie Stephanus Gerard Axters, De eeuw van Ruusbroec, in: Geschiedenis van de Vroomheid in de Nederlanden, deel II, De Sikkel, Antwerpen, 1953, blz. 225
6. ↑  Uitgegeven door J.B. De Leu (red.), "De origine monasterii Viridisvallis una cum vitis B. Joannis Rusbrochii primi prioris hujus monasterii et aliquot coaetaneorum ejus", in: Analecta bollandiana, vol. 4, 1885, blz. 293. De tekst is geschreven rond 1420 en het deel over Bloemardinne is opgenomen in deel 2, boek 2, hoofdstuk 5 (overgeleverde manuscripten op Narrative Sources)
7. ↑  Letterlijk "secte van ongelove", "bedriechenis des viants van der hellen". Het manuscript met de middelnederlandse vertaling bevindt zich in de Koninklijke Bibliotheek van België (inv. nr 11988). Ze wordt in druk geciteerd in Edward Van Even, "Bloemardinne. De Brusselsche Ketterin, gestorven in 1335, en hare volgelingen in de 15 eeuw", in: Verslagen en mededelingen van de Koninklijke Vlaamse Academie voor Taal- en Letterkunde, 1894, blz. 370-372. Gearchiveerd op 26 november 2022.
8. ↑  Paul Verdeyen, "Essai de biographie critique", in: Paul Mommaers en N. de Paepe (reds.), Jan Van Ruusbroec. The Sources, Content, and Sequels of His Mysticism, Leuven, 1984, blz. 6
9. ↑  Raoul Vaneigem, Movement of the Free Spirit, New York, Zone Books, 1994, p. 144
10. ↑  Stephanus Gerard Axters, De eeuw van Ruusbroec, in: Geschiedenis van de Vroomheid in de Nederlanden, deel II, De Sikkel, Antwerpen, 1953, blz. 225
11. ↑  Geert Warnar, Ruusbroec. Literatuur en mystiek in de veertiende eeuw, Amsterdam, 2003, blz. 73